# 제 루이스
조제 루이스 멘드스 안드라드(포르투갈어: José Luís Mendes Andrade, 1991년 1월 24일~)는 제 루이스(포르투갈어: Zé Luís)라는 이름으로 널리 알려진 카보베르데의 축구 선수이다. 포구 출신이다. 2022년 기준 튀르키예 쉬페르리그의 하타이스포르 소속으로, 포지션은 스트라이커이다.